# Franziskanerkloster St. Anton im Pinzgau

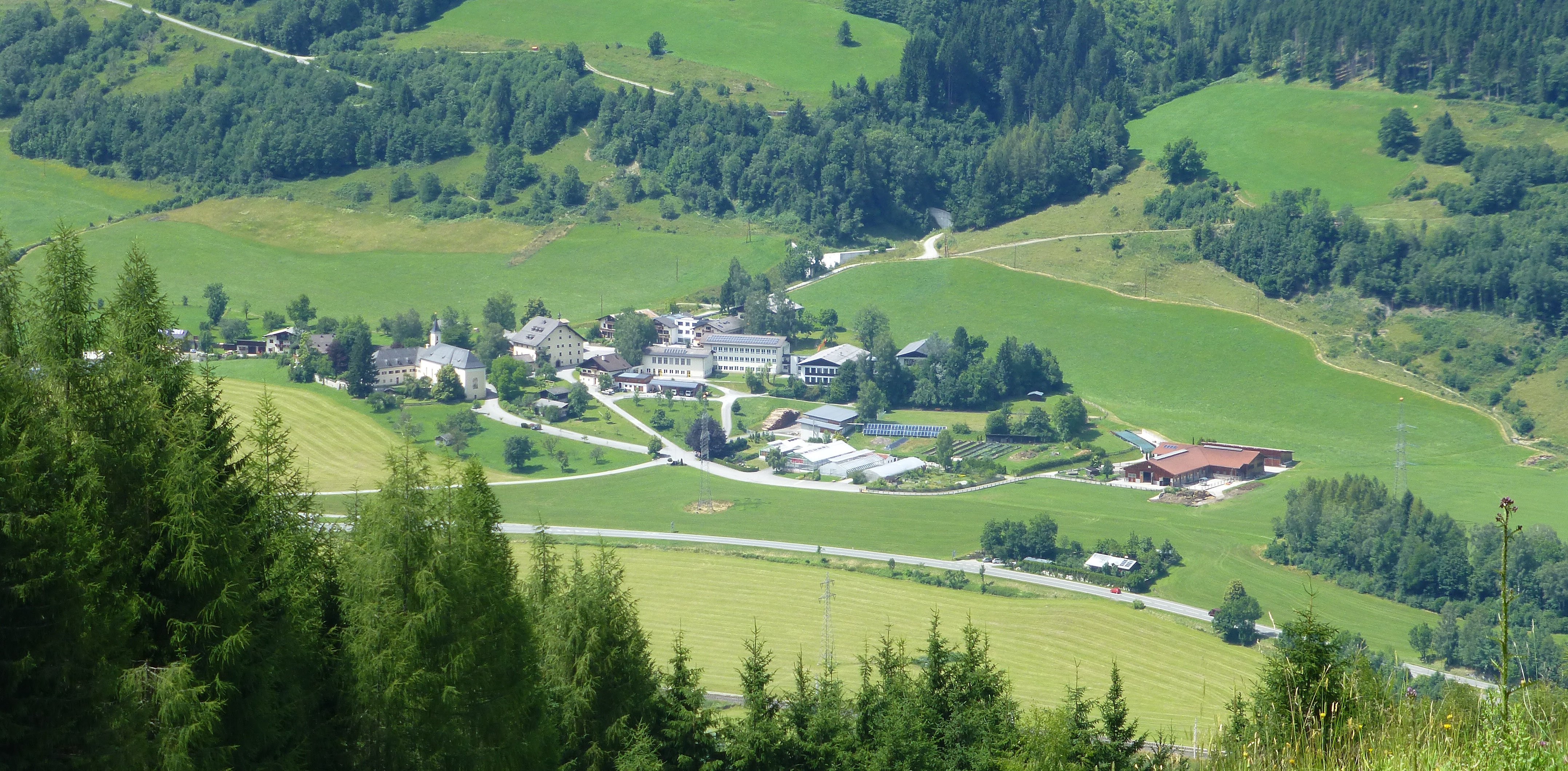
Gesamtanlage

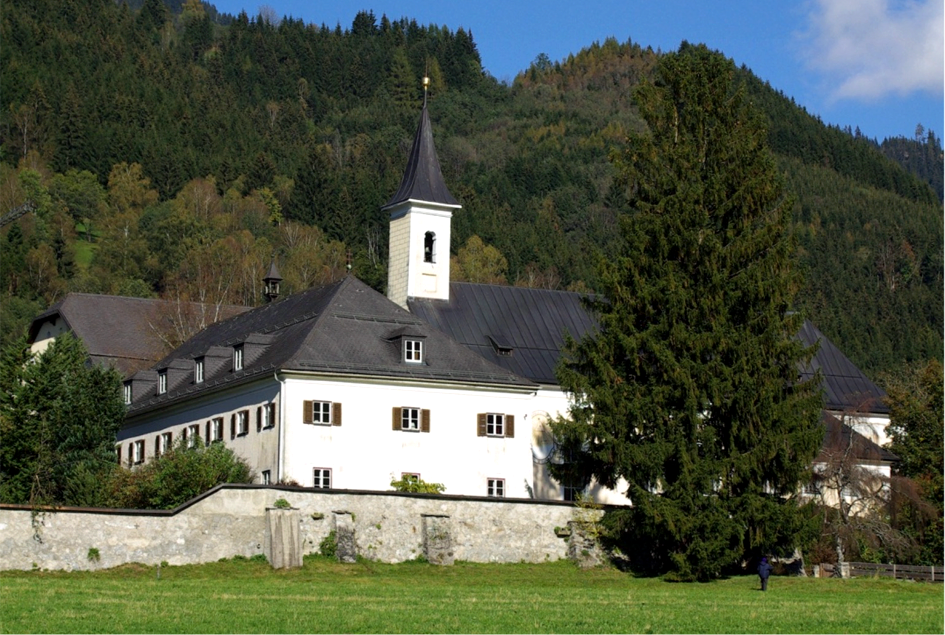
Kirche

Das Franziskanerkloster St. Anton im Pinzgau liegt im Ortsteil Hundsdorf der Gemeinde Bruck an der Glocknerstraße im Bundesland Salzburg und ist heute Teil eines Caritasdorfes für behinderte Menschen. Die Gesamtanlage steht unter Denkmalschutz.

## Geschichte
Bereits im 17. Jahrhundert wurden Prediger aus dem Salzburger Franziskanerkloster in den Pinzgau geschickt, um der Ausbreitung des Protestantismus entgegenzuwirken. Damit die Seelsorgsarbeit der Franziskaner verstärkt werde, plante Erzbischof Leopold Anton von Firmian die Errichtung eines eigenen Missionshauses. Durch die Stiftung von Frau Anna Theresia Glückh, der Witwe eines Salzburger Hofkammersekretärs, konnte 1736 in Hundsdorf mit dem Bau eines kleinen Klosters und der dazugehörigen Kirche begonnen werden. Das Missionshaus, das dem Salzburger Franziskanerkloster unterstellt wurde, war bereits 1737 vollendet und die Kirche zum hl. Antonius von Padua konnte 1741 eingeweiht werden.
Die Stiftung sicherte auch den finanziellen Bestand des Klosters für vier Patres und einen Ordensbruder. Von den vier Priestern war einer als Hausoberer, die anderen drei als Missionare im Pinzgau tätig. Sie besuchten für etwa zwei Wochen jede Pfarrgemeinde und hielten Glaubensunterricht für die Bevölkerung ab. Da das Wirken der Franziskaner den aufklärerischen Bestrebungen des Salzburger Erzbischofs Hieronymus von Colloredo widersprach, musste sie ihre Missionstätigkeit um das Jahr 1782 einstellen. Da auch der Oberdeutschen Franziskanerprovinz, zu der das Missionshaus in Hundsdorf gehörte, die Aufnahme von Novizen verboten wurde, lebten im Jahre 1818 nur mehr zwei Franziskaner im Kloster.
Im Jahre 1818 kam das Kloster Hundsdorf zur Tiroler Franziskanerprovinz, die damals den westlichen Teil Österreichs umfasste. Die Franziskaner widmeten sich in dieser Zeit der Seelsorge vor Ort und in der Umgebung. Von 1885 bis 1890 bot das Kloster auch Platz für aus Bayern vertriebenen Redemptoristen. Zum Antoniusjubiläum im Jahre 1931 wurde der Weiler Hundsdorf (nicht aber die gleichnamige Katastralgemeinde von Bruck), in dem das Kloster liegt, in St. Anton im Pinzgau umbenannt. Während der Nationalsozialistischen Herrschaft wurde das Kloster im Juli 1941 aufgehoben und vermietet. Es durfte nur mehr ein Pater zur Betreuung der Kirche in St. Anton bleiben. Nach dem Zweiten Weltkrieg wurde das Kloster den Franziskanern wieder zurückerstattet.
Bereits im Jahre 1922 kaufte der Salzburger Caritasverband das neben dem Kloster befindliche Traunerhaus samt der dazugehörigen Landwirtschaft und richtete eine Stätte für geistig behinderte Kinder ein, die von Vöcklabrucker Franziskanerinnen betreut wurden. Nach und nach erwarb der Caritasverband Salzburg auch die anderen Gebäude des Weilers Hundsdorf. Die Franziskaner übernahmen die Seelsorge für die Schwestern und den Religionsunterricht für die Kinder. Auf Grund des starken Rückgangs der Ordensberufungen wurde das Franziskanerkloster 1971 aufgelassen und das Gebäude der Erzdiözese Salzburg für die Caritasarbeit übergeben. Ein Franziskaner blieb noch bis 2005 als Seelsorger in St. Anton.
Heute werden im Caritasdorf St. Anton Kinder, Jugendliche und Erwachsene betreut, die aufgrund verschiedener Behinderungen eine besondere Förderung und Unterstützung benötigen. Dazu gibt es in der Einrichtung eine eigene Landwirtschaft und Gärtnerei, die beide in die Behindertenarbeit miteinbezogen sind.

## Sehenswürdigkeiten in der Klosterkirche
- Hochaltarbild des hl. Antonius von Padua des Salzburger Hofmalers Jakob Zanusi (1737)
- Seitenaltarbild des hl. Franz von Assisi von Johann Georg Kreuzer (um 1770)